# Anoplosiagum peltatum
Anoplosiagum peltatum är en skalbaggsart som beskrevs av Chapin 1932. Anoplosiagum peltatum ingår i släktet Anoplosiagum och familjen Melolonthidae. Inga underarter finns listade i Catalogue of Life.